# 莱特雷
莱特雷（法語：Lettret，法語發音：[lɛtʁɛ]）是法国上阿尔卑斯省的一个市镇，属于加普区。

## 地理
莱特雷（44°28'6"N, 6°3'40"E）面积4.2 平方千米，位于法国普罗旺斯-阿尔卑斯-蓝色海岸大区上阿尔卑斯省，该省份为法国东南部内陆省份，北起萨瓦省，西北接伊泽尔省，西南接德龙省，南至上普罗旺斯阿尔卑斯省，东北部与意大利接壤。
与莱特雷接壤的市镇（或旧市镇、城区）包括：旺特罗勒、沙托维约、加普、雅尔热、塔拉尔。

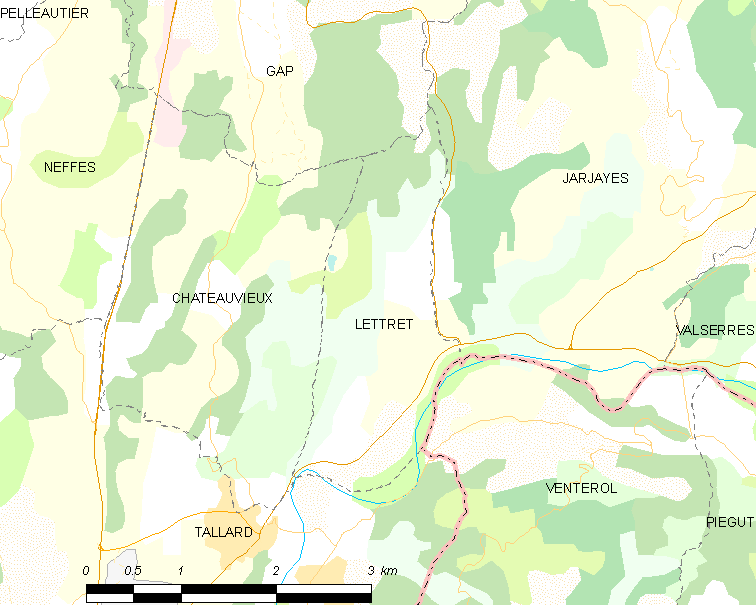
莱特雷的OSM定位图

莱特雷的时区为UTC+01:00、UTC+02:00（夏令时）。

## 行政
莱特雷的邮政编码为05130，INSEE市镇编码为05074。

## 政治
莱特雷所属的省级选区为塔拉尔县。

## 人口

1962-2008年间莱特雷人口变化图示

莱特雷于2022年1月1日时的人口数量为199人。